# Saluti da Moonlight
Saluti da Moonlight è una storia a fumetti pubblicata sull'albo n° 261 della serie a fumetti Dylan Dog ideata da Tiziano Sclavi ed edita dalla Sergio Bonelli Editore uscito in edicola nel giugno 2008, scritta da Giovanni Di Gregorio e disegnata da Giovanni Freghieri con copertina di Angelo Stano. All'interno della saga del personaggio è importante in quanto vi si spiegano i motivi per cui Dylan Dog non invecchia.
“Si invecchia quando si abbandonano i propri sogni...
Giovane è chi accetta, nonostante tutto, di continuare ad amare e a soffrire...
...chi non indietreggia di fronte all'incerto, e spesso crudele, gioco della vita.
È per questo che per Dylan gli anni non passeranno...
Resterà uguale a se stesso, un eterno ragazzo, fino alla fine dei suoi giorni...”
Già alla presentazione dell'albo circa un mese prima della sua pubblicazione si sono scatenate l'attesa dei fan e le discussioni sui vari forum dedicati che giudicarono la copertina fra le più belle della serie. Nonostante quanto possano far sembrare il titolo e la copertina non si tratta del sequel del n° 74 (Il lungo addio) anche se i riferimenti a Marina Kimball sono presenti nei ricordi, nei sogni e nei pensieri del protagonista (“… io ancora sto male per una ragazza conosciuta quand'ero un adolescente...”) sia nelle poesie citate nell'albo (“...Ella non può sfiorire e, seppur mai colta, per sempre l'amerai e lei sarà per sempre bella”. - di John Keats). Come ulteriore omaggio al personaggio di Marina in questo albo la sua bellezza è affidata alla matita di Giovanni Freghieri, il disegnatore noto proprio per l'avvenenza delle “sue” donne di carta.

## Trama
Una vecchia cartolina ingiallita dal tempo fuoriesce da un libro impolverato e per Dylan Dog si riaccendono i malinconici ricordi del suo primo e sfortunato grande amore. Ma per Dylan la dimensione dei sogni e degli ideali è ancora forte e viva e grazie allo scatenarsi delle sue emozioni dovuto al ritrovamento della cartolina si apre un varco dimensionale dal quale prendono vita e si reincarnano le passioni giovanili e i sogni mai realizzati di quattro amici che avevano conosciuto Dylan proprio a Moonlight durante quella lontanissima estate. Così Rusty “il ribelle”, Monet “il pittore", Butterfly “la poetessa” e Gandhi “l'idealista” riescono a evadere dall'inferno dei sogni e a ritornare reincarnati sulla terra. Sulle loro tracce si lanciano tre minacciosi segugi infernali ma per i quattro sognatori il vero pericolo sarà dato dall'incontro e confronto con i loro alter ego o meglio i loro legittimi proprietari diventati ormai adulti e immersi ognuno nella pragmatica realtà della propria vita quotidiana. Quindi Rick “il ribelle” diventato un secondino, Natael “il pittore” impegnato nell'amministrazione della sua ditta di prodotti surgelati, Sylvie “la poetessa” sposata con un uomo ricco ma che non ha mai amato e infine Philip “l'idealista” diventato un onorevole corrotto e senza scrupoli si trovano improvvisamente a fare i conti con il loro passato e con il fallimento dei propri sogni. Quegli stessi sogni che, in passato, ognuno di loro ha ucciso lentamente dimenticandosi delle proprie passioni e che nuovamente ne ucciderà la reincarnazione in modo violento nel presente. I quattro giovani faranno ritorno definitivamente al loro posto nell'inferno e a Dylan Dog resterà un quadro omaggiatogli da Monet sul quale sono raffigurati lui e Marina da giovani che corrono liberi sulla spiaggia illuminata dalla luna a Moonlight.

## Personaggi
- Rick detto Rusty il selvaggio (chiaro il riferimento al film di Francis Ford Coppola) con il sogno di girare il mondo con la sua Harley-Davidson; uno spirito ribelle contrario all'ordine e alla disciplina è diventato un secondino
- Natael detto Monet che aveva giurato di dedicare tutta la sua vita alla pittura; ha rinunciato a tutto per prendere in mano le redini dell'azienda paterna
- Sylvie o Butterfly, una creatura votata all'amore e alla poesia; decise di sposarsi senza amore con Natael per avere una vita agiata ma fu un ripiego e non se lo perdonò mai, accompagnata per sempre da una sensazione di sconfitta
- Philip chiamato Gandhi difendeva i deboli e avrebbe voluto fare di quegli ideali la sua missione di vita; oggi è un politico senza scrupoli e con sete di potere ma finisce per suicidarsi dopo essersi ricordato di una frase scritta da giovane sul suo diario segreto: “Meglio morire per i propri sogni che lasciarli uccidere dalla realtà”
- I tre segugi infernali inviati sulla terra per riportare indietro i quattro sogni scappati dall'inferno
- Marina compare nei ricordi di Dylan; è morta ormai da anni ma è sempre viva nel suo cuore a testimonianza di un amore e di una passione senza fine[6]: “ ...te ne ricordi ancora, quindi non l'hai persa... cose e persone si smarriscono definitivamente solo quando si dimenticano...o si tradiscono...ma questo non è il tuo caso!” (parole di Butterfly nel sogno di Dylan riferendosi a Marina).